# 透明人間 (ピンク・レディーの曲)
「透明人間」（とうめいにんげん）は、1978年9月にリリースされた日本のアイドルグループ・ピンク・レディーの9枚目のシングルである。

## 解説
- 1978年9月4日にラジオ番組で披露され、9月5日夕方までに60万枚の予約注文があったという[1]。
- 当時TBS系列で放送された「ザ・ベストテン」では、二人の姿が「透明人間」のように、突然消えたり現れたりという演出がなされていた。
- B面の「スーパーモンキー孫悟空」は、当時TBS系列で放送されていたザ・ドリフターズによる人形劇「飛べ!孫悟空」のオープニングテーマ、およびエンディングテーマ。
- シングルの累計売上は115万枚[2]（公称）。
- 「透明人間現る」というフレーズは、阿久が少年の頃に観た映画『透明人間現わる』（1949年・大映、原案・高木彬光、監督・安達伸生）に由来する[3]。

## 収録曲
※全作詞：阿久悠、全作曲：都倉俊一
1. 透明人間
  - 編曲：都倉俊一
2. スーパーモンキー孫悟空
  - 編曲:田辺信一

## 主なカヴァー
- 茉奈 佳奈（2009年、アルバム『ふたりうた2』、『Bad Friends』）